# René Fontaine (pâtissier)
Pour les articles homonymes, voir Fontaine et René Fontaine.
René Fontaine, né le 14 mars 1946 à Deux-Chaises, dans l'Allier, est un pâtissier-chocolatier français. Il est installé à Barcelonnette, dans les Alpes-de-Haute-Provence. Il a été le plus jeune Meilleur ouvrier de France. Il réalise dix-huit tonnes de chocolat par an.
Il existe également à Barcelonnette le « musée du chocolat » où est exposée une grande partie de ses réalisations.

## Biographie
René Fontaine a obtenu son C.E.P. à 14 ans.
En 1967, il commence sa vie professionnelle en tant que chef-pâtissier à la Grande Pâtisserie Charpin du Puy-en-Velay, en France. À compter de 1969, et jusqu'en 1988, il tient sa propre pâtisserie-chocolaterie à Nice, en France. Il tient ensuite plusieurs établissements en France, à Langeac, à Nice, à Gap et Barcelonnette.
En 2005, il vend son dernier établissement, celui de Barcelonnette, qui est, en 2015, toujours en activité. Depuis, il est formateur de pâtissiers-chocolatiers.

## Palmarès

### La consécration
En 1976 :
- Titre du Meilleur ouvrier de France
- 1er prix Coupe Grand-Marnier
- 1er prix Trophée Cointreau
- 1er prix Coupe Centre-Alpes
- Coupe Prosper Montagné Arpajon

### Une réussite progressive
- Finaliste coupe de France de la Pâtisserie (Paris) en 1971
- Finaliste au Concours du Meilleur Ouvrier de France en 1972
- Finaliste du Grand Prix National de la Pâtisserie Française à Paris en 1973

## Arpajon
À Arpajon :
- Médaille d'or et d'argent en 1974
- Médailles d'or et de bronze en 1969
- Médaille d'or en 1972
- Médaille d'or en 1975
- Médailles d'argent et de bronze en 1971
- Médaille d'argent en 1970[2]